# 러브 앤 머시
《러브 앤 머시》(영어: Love & Mercy)는 미국에서 제작된 빌 폴래드 감독의 2014년 전기 드라마 영화이다. 폴 데이노와 존 큐색이 각각 젊은 시절과 중년의 브라이언 윌슨 역을 맡았고, 엘리자베스 뱅크스가 두 번째 부인 멀린다 레드베터 역을, 폴 지어마티가 담당 정신과 의사 유진 랜디 역을 연기했다. 제목은 윌슨이 1988년에 발표한 동명 곡에서 따왔다.
이 영화는 윌슨이 제작을 맡은 비치 보이스의 음반 〈Pet Sounds〉(1966)의 제작 과정과 1980년대 후반 윌슨이 랜디의 24시간 치료 프로그램 하에서 치료를 받는 과정을 번갈아 보여 준다. 윌슨은 이 영화를 “매우 사실적”이라고 평했지만, 영화는 “실제로는 사실에 기반하지 않은” 부분도 포함하고 있다. 비평가들은 사소하지만 부정확한 부분들을 언급하였고, 그중 대다수는 최소한으로 다뤄진 윌슨의 가족 및 협업자들과 관련이 있다. 윌슨은 영화 제작에 거의 관여하지 않았으며, 1980년대를 다룬 장면은 레드베터의 진술에 기댔다. 출연진과 제작진은 이 영화의 어떤 것도 “할리우드”식 윤색이 아니며 영화 내 모든 것이 가능한 한 진실되도록 의도하였다고 주장했다. 반대로, 랜디의 아들 에번은 그의 아버지가 부당하게 묘사되었다고 느꼈다. 반면 레드베터는 윌슨을 대하는 랜디의 태도가 영화가 묘사하는 것보다 “더 나빴다”고 말했다.
이 영화는 2014년 9월 7일 제39회 토론토 국제 영화제에서 전 세계 최초로 상영되었으며, 2015년 6월 5일 라이언스게이트와 로드사이드 어트랙션스를 통해 미국에서 개봉하였다. 데이노의 연기를 중심으로 평단으로부터 대체로 좋은 평가를 받았으며, 제73회 골든 글로브상에서 영화 부문 남우 조연상(데이노)과 주제가상(브라이언 윌슨, 스콧 베넷) 후보에 올랐다.

## 출연진
- 존 큐색 - 브라이언 윌슨 (미래) 역
- 폴 데이노 - 브라이언 윌슨 (과거) 역
- 엘리자베스 뱅크스 - 멀린다 레드베터 역
- 폴 지어마티 - 유진 랜디 의사 역
- 제이크 에이블 - 마이크 러브 역
- 케니 워멀드 - 데니스 윌슨 역
- 브렛 대번 - 칼 윌슨 역
- 그레이엄 로저스 - 앨 자딘 역
- 에린 다크 - 매릴린 윌슨 역
- 빌 캠프 - 머리 윌슨 역
- 조애나 고잉 - 오드리 윌슨 역
- 마크 리넷 - 척 브리츠 역
- 조니 스니드 - 핼 블레인 역
- 테리사 콜스 - 캐럴 케이 역
- 맥스 슈나이더 - 밴 다이크 파크스 역
- 다이애나마리아 리바 - 글로리아 역
- 캐럴린 스토츠베리 - 세라 역
- 조너선 슬레이빈 - 필 스펙터 역